# Майданник, Виталий Григорьевич
Виталий Григорьевич Майданник (2 января 1957 — 29 сентября 2020) — украинский учёный-педиатр, академик НАМН Украины (2010, членкор 2003), доктор медицинских наук (1989), профессор (1991). Заведующий одной из ведущих кафедр педиатрии (№ 4) Национального медицинского университета имени А. А. Богомольца (с 1990 года), являлся проректором университета. Экс-главный внештатный педиатр Главного управления здравоохранения г. Киева (2004—2011), Заслуженный врач Украины (2001). Лауреат Госпремии Украины в области науки и техники (2009).

## Биография
Окончил с отличием педиатрический факультет Киевского медицинского института им. А. А. Богомольца (1980). Как Ленинский стипендиат был занесен в «Золотую книгу почёта» института.  Будучи студентом работал медбратом в стационаре детской клинической больницы № 5.
Как вспоминал В. Г. Майданник, к научной работе в студенческие годы его привлёк академик В. П. Широбоков, под руководством которого Майданник подготовил и опубликовал свою — совместную с ним — первую научную работу. Своим главным учителем В. Г. Майданник называл Заслуженного работника народного образования Украины, профессора В. Д. Чеботареву, бывшую заведующей кафедрой и его предшественницу на этом посту, продвинувшую на него В. Г. Майданника. Он также отмечал, что как детский нефролог сформировался под влиянием профессора И. В. Багдасаровой. Также среди своих учителей В. Г. Майданник называл профессора В. Г. Бурлая.
На третьем курсе на кафедре педиатрии В. Г. Майданник занялся изучением патологии почек, ставшей его научной специальностью. Свои кандидатскую и докторскую диссертации В. Г. Майданник выполнил по проблемам нефрологии.
Последнюю — «Клинико-экспериментальние изучение развития пиеелонефрита и комплексное лечение его у детей» (научный консультант — профессор В. Д. Чеботарева) — он защитил в 1989 году.
Доктор медицинских наук (1989), профессор (1991), специалист в области нефрологии детского возраста.
После клинической ординатуры и успешной защиты кандидатской диссертации в 1983 году был избран по конкурсу на должность ассистента, а затем доцента (в 1989 г.) кафедры пропедевтики детских болезней (ныне кафедра педиатрии № 4) Киевского медицинского института (ныне Национальный медицинский университет).
В 1984—1991 гг. глава Совета молодых учёных института.
С 1990 года заведующий кафедрой педиатрии № 4 Национального медицинского университета им. А. А. Богомольца, одновременно в 1994—2000 гг. проректор по лечебной работе университета, а в 2005—2010 годах декан медицинского факультета № 3.
Президент Федерации педиатров стран СНГ (с 2009). Вице-президент Ассоциации педиатров Украины (с 2005 г.).
Главный редактор журнала «Педіатрія, акушерство і гінекологія» (с 1996 г., ныне «Международный журнал педиатрии, акушерства и гинекологии»), член редколлегий 12 журналов.
Подготовил 4 докторов и 37 кандидатов мед. наук.
Скоропостижно скончался на 64-м году жизни 29 сентября 2020 года. Похоронен на Байковом кладбище (участок № 33).

## Награды
Отмечен Указом Президента орденом князя Ярослава Мудрого (2016), благодарностью (2007) и Почетной грамотой (2007) МЗ Украины.

## Научные труды
Автор 740 научных работ, в том числе в зарубежных изданиях; 33 монографий, 9 учебников. Имеет 58 авторских свидетельств и патентов на изобретения.